# 普库库伊
普库库伊（英語：Puu Kukui）是美国夏威夷茂宜島西部毛伊县的火山峰。为火奴鲁阿火山带的最高峰，海拔1764米。普庫庫伊是全球最濕潤的地方之一，年雨量可高達9820毫米 ，是夏威夷州年年雨量次多之處（僅次於年雨量可達11500毫米的的懷厄萊阿萊峰），無法流走的雨水形成許多沼澤。土壤深而厚實且呈酸性。此地也具有許多特有種生物，包括綠劍草、多型鐵心木的一個變種（Metrosideros polymorpha var. pseudorugosa）以及許多種Hawaiian lobelioids。由於山頂的惡劣氣候與泥炭，許多植物都十分矮小。另外此地僅限研究與保育人員進入。